# Château de Terre-Neuve
Le château de Terre-Neuve est un château de la Renaissance situé à Fontenay-le-Comte. Il est le témoin du rayonnement économique et intellectuel du Bas-Poitou.

## Historique
Le château a été bâti entre 1584 et 1594 pour Nicolas Rapin, compagnon d’armes d’Henri IV et écrivain. L'architecte n'est pas connu, une attribution faite par l'érudit Benjamin Fillon ne reposant sur aucune source connue à ce jour.
L’édifice est le deuxième château de la ville de Fontenay-le-Comte, le premier, un château fort, ayant été démantelé quelques années plus tard. Il est l’un des chefs-d’œuvre de la ville, bâti durant son apogée économique et intellectuel, François Ier l’ayant qualifié de « Fontaine des Beaux Esprits ».
À la suite de la mort de Nicolas Rapin en 1608, le manoir est transmis dans la famille. Marguerite Boursoreille ne pouvant en payer les traites, le château est saisi par décret et concédé par des missionnaires lazaristes, arrivés à Fontenay-le-Comte en 1669, rue Sainte-Catherine, et en prennent détention le 23 février 1701.
Durant la Révolution, les pères et frères présents s'arrogent de prêter le serment constitutionnel. le 1er août 1792, le château accueille des prêtres réfractaires au nombre de 74. Les lazaristes seront déportés le 5 septembre 1792.
En 1805, Claude Tendron de Vassé, futur maire de Fontenay-le-Comte et  député de la Vendée, l'acquiert. Sa fille, Nélia épousa Amédée de Guillaume de Rochebrune. Leur fils Octave de Rochebrune, peintre et aquafortiste, héritera du château.

## Architecture, transformations et décors
Du logis d'origine subsiste le plan en équerre ainsi que les élévations principales. Chaque extrémité de l’équerre est flanquée d’échauguettes. Le bâtiment s’ouvre sur une terrasse terminée d’un escalier menant au parc. 
Très sobre au XVIe siècle et modestement aménagé par les Lazaristes, le château de Terre-Neuve est transformé par ses propriétaires à partir de la première moitié du XIXe siècle. Sans bouleverser la distribution du château, la façade principale de l'équerre est modifiée selon le modèle de l'aile ouest. Ainsi, les fenêtres sont agrandies, la hauteur des façades harmonisé, des pilastres et des statues des Muses  sont ajoutés en façade.
Octave de Rochebrune, enrichira le manoir de nombreux et importants éléments provenant de demeures anciennes de la région plus ou moins en déshérence. Il se rendit ainsi à l'ancien château de Coulonges-les-Royaux (depuis Coulonges-sur-l'Autize) édifié pour les Estissac afin d'en retirer des éléments avant une possible destruction sur place. Le porche, différents plafonds et une cheminée proviennent de ce château. Étudiée par Fulcanelli, cette cheminée serait ornée de symboles alchimiques qui résument les grandes phases présidant à la réalisation de la pierre philosophale. Au-dessus des symboles alchimiques figure l'inscription « Nascendo quotidie morimur » (En naissant, nous mourrons chaque jour).
Une autre cheminée provient de l'ancienne sénéchaussée de Fontenay-le-Comte, dont elle fut retirée en 1856; cette cheminée est l'unique élément qui a été conservé du décor intérieur de cet hôtel.
Ces éléments ont été remontés pierre par pierre voire restaurés avant leur mise en place choisie par Octave de Rochebrune, qui en a régulièrement indiqué la provenance grâce à des eaux-fortes et des plaques apposées. Remontés dans des pièces sous-dimensionnées, ils produisent un effet visuel "hors échelle", voire surchargé typique du goût historiciste de l'époque.

### Les apports décoratifs de Chambord
Proche d'Henri d'Artois, comte de Chambord et ardent légitimiste, Octave de Rochebrune se rendit à plusieurs reprises au château de Chambord, notamment pour y effectuer des eaux-fortes de grandes dimensions. Ayant remarqué d'anciennes boiseries déposées, il demanda au comte de Chambord s'il pouvait les acheter afin de les remonter chez lui. Finalement ces boiseries lui furent données par le comte par l'intermédiaire du régisseur Arnoult en 1867, avant les destructions liées à la transformation de Chambord en hôpital de campagne en 1870 ,,,.
De Chambord proviennent également une porte réputée être celle du cabinet de travail de François Ier et différents panneaux du XVIe siècle à motifs de salamandres et du monogramme de ce roi, ainsi qu'une série de treize panneaux au centre décoré de soleils en bois doré contemporains des aménagements commandés par Louis XIV. Ces éléments de décors furent enlevés par le maréchal de Saxe qui les remplaça par d'autres boiseries ; un autre élément enlevé par lui  a été acquis par Rochebrune, il s'agirait du fronton de la scène où fut donnée la première représentation du Bourgeois Gentilhomme donnée à Chambord ,.

#### Une tapisserie royale
À la fin du XIXe siècle, le photographe poitevin Jules-César Robuchon (1840-1922) y photographia pour son ouvrage Paysages et monuments du Poitou un « tapis des Gobelins offert par Louis XIV à Voyer d'Argenson, Garde des Sceaux », qui était placé dans le salon entre deux colonnes à chapiteaux corinthiens sous le fronton provenant du château de Chambord ; il s'agit d'une tapisserie dite « chancellerie », présent traditionnel du roi au ministre lors de l'entrée en charge.
Cette pièce, qui présente au centre les armes royales soutenues par deux figures ailées sur fond bleu à semis de fleurs de lys or et dans la bordure « sceau, masses, épées, balances et chiffre royal dans deux écussons couronnés » (catalogue du Musée Nissim de Camondo, 1954, p.18), appartient à une série de pièces tissées en laine et soie vers 1680 pour Michel Le Tellier, marquis de Louvois, en fonctions de 1677 à 1685, et modifié ensuite pour le marquis d'Argenson (1652-1721) en fonction de 1718 à 1720 ; celui-ci fit apposer ses armes aux deux angles inférieurs (autres exemplaires au Musée des Arts décoratifs de Paris et au Musée Nissim de Camondo).

#### Effigies
Un portrait d'Octave de Rochebrune, eau-forte sur papier par Paul Baudry, né à La Roche-sur-Yon et prix de Rome de peinture 1850, a figuré en 2012 à l'exposition Trésors cachés du cabinet d'arts graphiques XIXe du Musée des beaux-arts de Nantes (chapelle de l'Oratoire).
Le graveur s'est représenté entre autres œuvres dans celle intitulée Porte de l'atelier de Terre-Neuve qui montre au premier plan une partie de sa riche collection de meubles et objets anciens, puis lui dans son atelier devant sa presse (estampe datée du 15 octobre 1862 à Paris (Musées de la Vendée).

## Le musée du château et la «chambre Rochebrune»
À la suite de la transmission par succession de la propriété en 2018, un musée consacré aux collections Fontenioux-Rochebrune a été créé dans une dépendance, présentant environ 300 objets (arts décoratifs, armes) et présentés au public.
Le musée du château reçoit également un prêt du musée Dobrée de Nantes, une part importante du fonds du département d'archéologie militaire de ce dernier provenant des collections d'Octave et Raoul de Rochebrune.
C'est également en 2018 que furent ouvertes deux pièces consacrées au mobilier du bureau et de la chambre de Rochebrune provenant de l'étage non accessible pour des raisons de sécurité.
Le lit présenté pour la première fois au public a été dessiné par Octave de Rochebrune à la suite du don d'un imposant lit à baldaquin qu'il avait dessiné pour le comte de Chambord et qui est conservé dans ce château,,.

## Hôtes célèbres
La demeure accueillit au fil des années de nombreux érudits. Ainsi, Nicolas Rapin y invita le duc de Sully, Agrippa d'Aubigné, François Viète, Jacques du Fouilloux, André Tiraqueau à de nombreuses reprises.
De 1940 à 1942 l'écrivain Georges Simenon loua et habita le château, où il commença sa première œuvre autobiographique, intitulée Pedigree ; il a été photographié dans le salon à côté d'un piano à queue ; ce séjour est évoqué par l’historien d’art Michel Ragon dans ses souvenirs.

## Protection et ouverture au public
Les façades et les toitures ont été inscrites à l’Inventaire Supplémentaire des Monuments Historiques par arrêté du 13 décembre 1978.
Le porche précédant l’entrée principale a été classé Monument Historique par arrêté du 13 décembre 1978, ainsi que le bâtiment contenant la lanterne de l’escalier provenant du château de Coulonges-sur-l'Autize, le grand salon et ses boiseries ornées d'un soleil rayonnant, provenant du château de Chambord, le petit salon, le hall et l'ancien atelier de Rochebrune.
La fille et héritière d'Octave de Rochebrune, Élisabeth de Guillaume de Rochebrune, épousa Raoul Poignand du Fontenioux. Leurs descendants ont conservé la propriété ouverte aux visiteurs tous les étés depuis 1974 (d'avril à septembre).

## Galerie

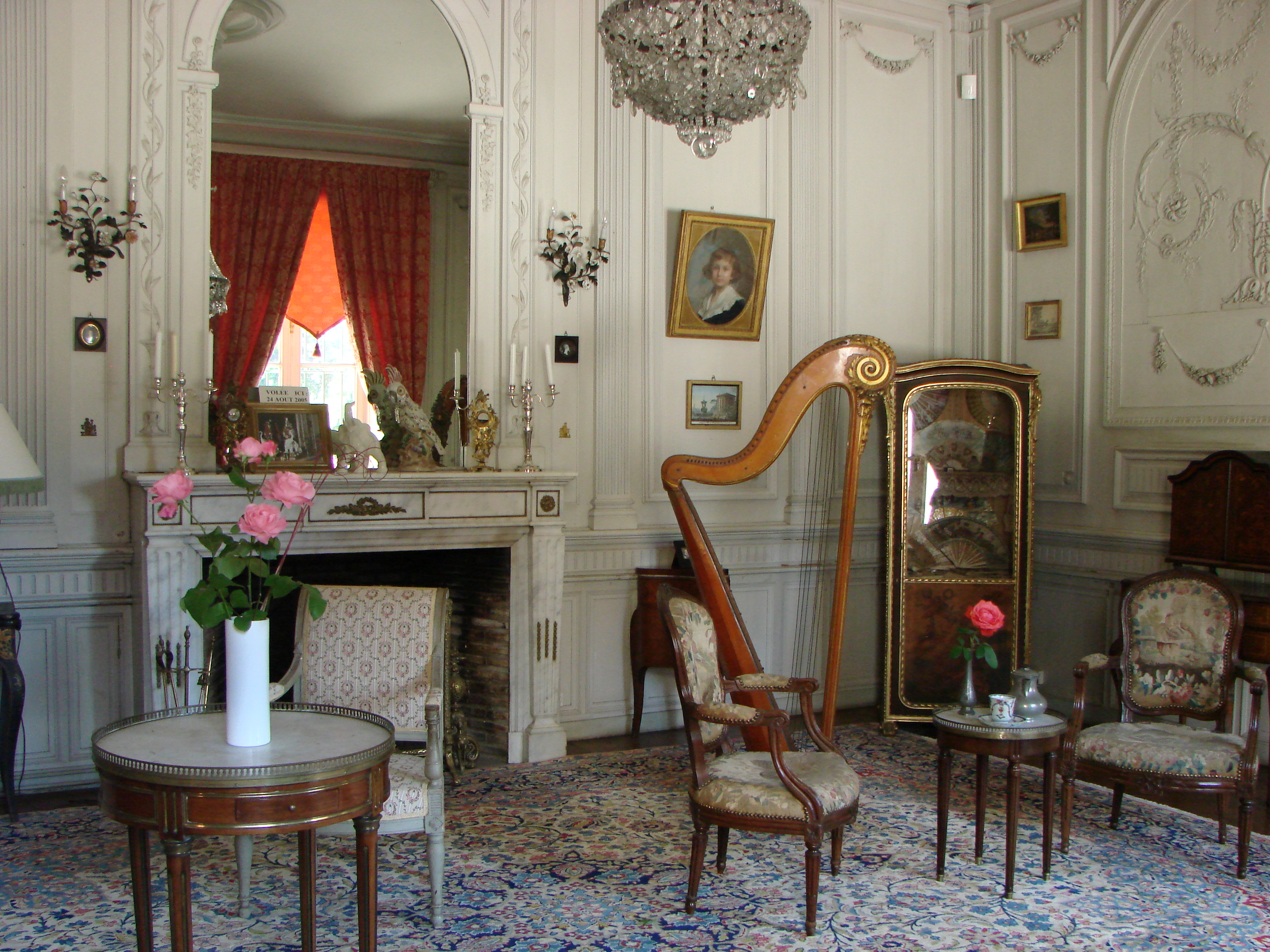
Petit salon.
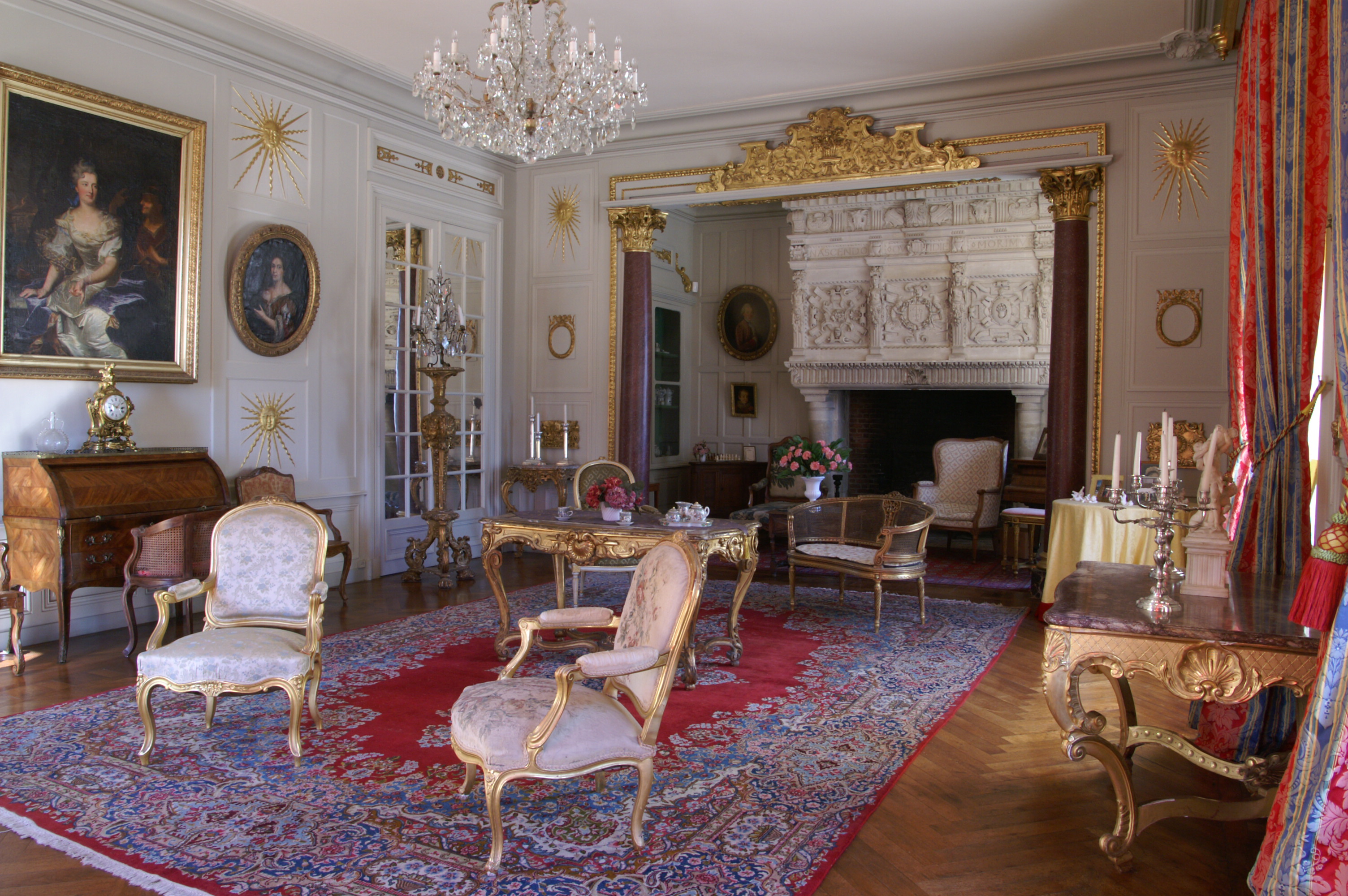
Grand salon.
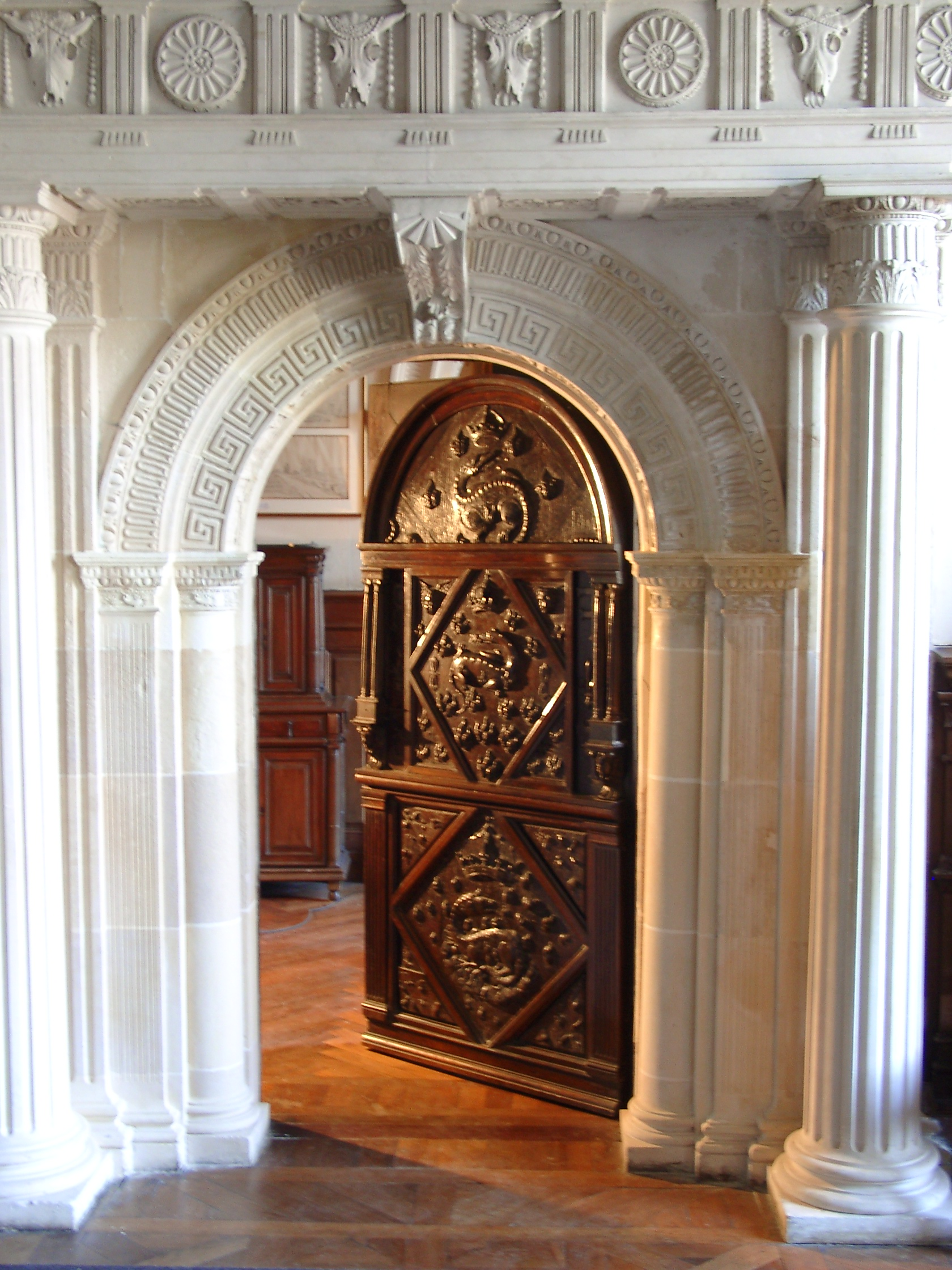
Porte de la salle à manger.
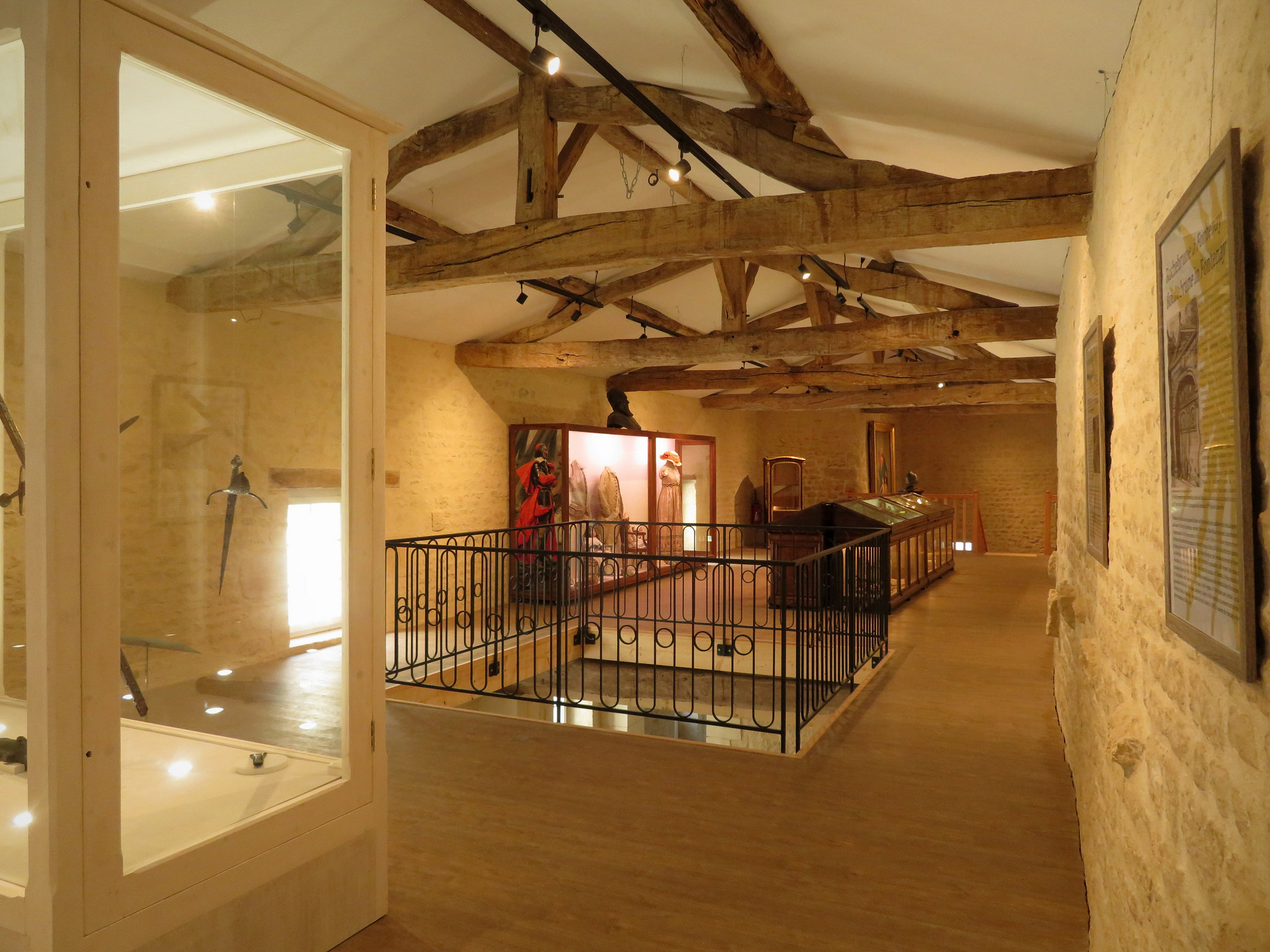
Vue d'une partie du musée du château.

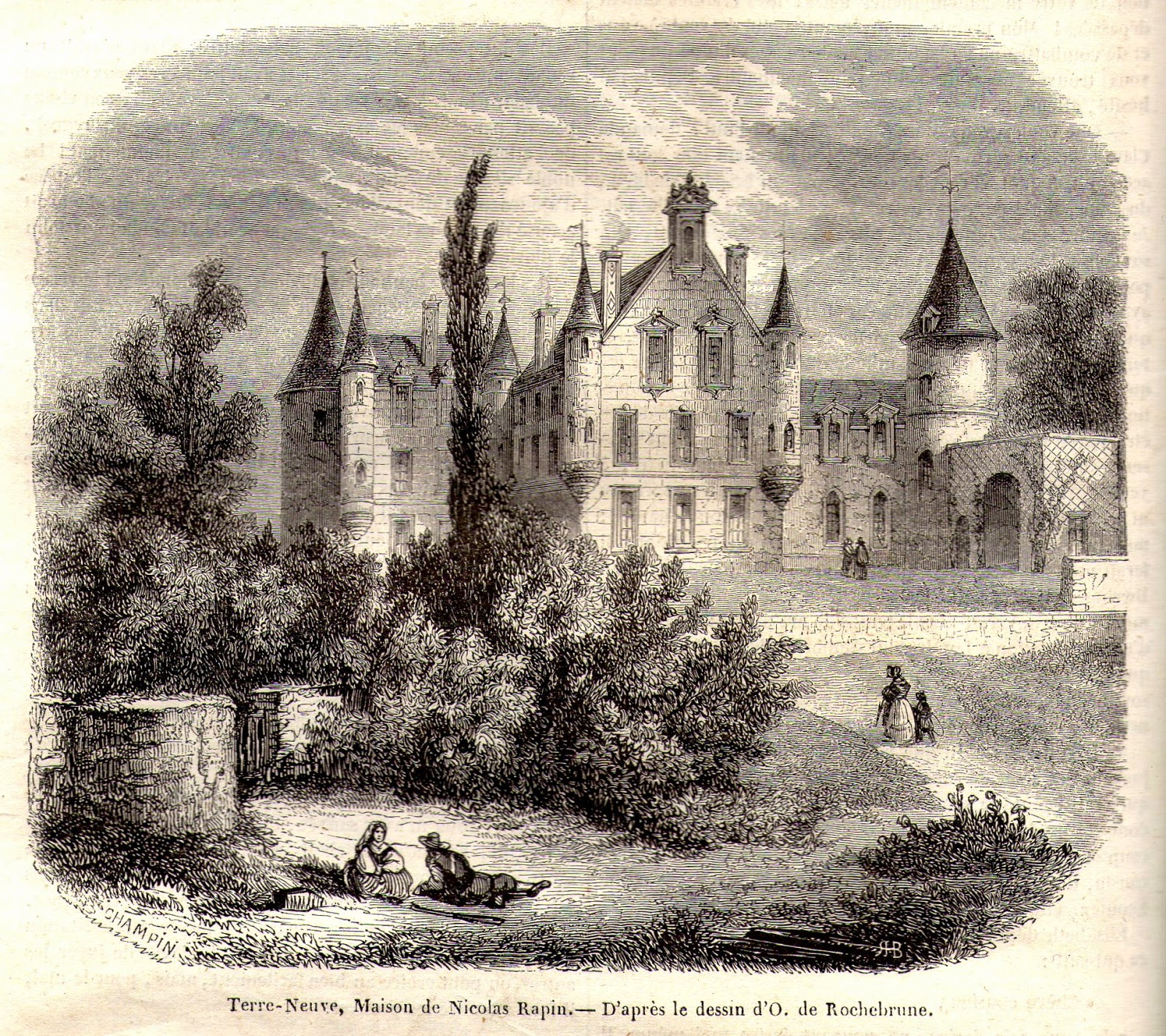
Vue du château, gravure de Champin d'après un dessin d'Octave de Rochebrune.